# 第49回グラミー賞
第49回グラミー賞 (49th Annual Grammy Awards) は2007年2月11日にロサンゼルスのステイプルズ・センターで開催された。

## 概要
前年の第48回グラミー賞はFOXのアメリカン・アイドルに押され、視聴率が伸びなかったため、2007年は日曜日に行なわれることが決まった。

## 主要部門受賞者
当節の記述のうち、特記していない項目の出典はである。

### 主要4部門
年間最優秀レコード賞
- "ノット・レディ・トゥ・メイク・ナイス（Not Ready To Make Nice）" - ディクシー・チックス（『テイキング・ザ・ロング・ウェイ（Taking the Long Way）』所収）

年間最優秀アルバム賞
- 『テイキング・ザ・ロング・ウェイ（Taking the Long Way）』 - ディクシー・チックス
- 『St. Elsewhere』 – ナールズ・バークレイ
- 『コンティニュアム（Continuum）』 – ジョン・メイヤー
- 『ステイディアム・アーケイディアム（Stadium Arcadium）』 – レッド・ホット・チリ・ペッパーズ
- 『フューチャー・セックス／ラヴ・サウンズ（FutureSex/LoveSounds）』 – ジャスティン・ティンバーレイク

年間最優秀楽曲賞
- "ノット・レディ・トゥ・メイク・ナイス（Not Ready To Make Nice）" - マーティ・マグワイア、ナタリー・メインズ、エミリー・ロビソン（英語版）、ダン・ウィルソン（ソングライター）。ディクシー・チックス（『テイキング・ザ・ロング・ウェイ（Taking the Long Way）』所収）

最優秀新人賞
- キャリー・アンダーウッド
- クリス・ブラウン
- コリーヌ・ベイリー・レイ
- イモージェン・ヒープ（英語版）
- ジェームス・ブラント

### ポップ
最優秀女性ポップ・ボーカル・パフォーマンス
- "エイント・ノー・アザー・マン（Ain't No Other Man）" - クリスティーナ・アギレラ（『バック・トゥ・ベーシックス（Back to Basics）』所収）

最優秀男性ポップ・ボーカル・パフォーマンス
- "Waiting On The World To Change" - ジョン・メイヤー（『コンティニュアム（Continuum）』所収）

最優秀ポップ・パフォーマンス（デュオもしくはグループ）
- "My Humps" - ブラック・アイド・ピーズ（『モンキー・ビジネス（Monkey Business）』所収）

最優秀ポップ・コラボレーション
- "For Once in My Life" - スティーヴィー・ワンダー＆トニー・ベネット（『For Once in My Life』所収）

最優秀ポップ・インストゥルメンタル・パフォーマンス
- "Mornin'" - ジョージ・ベンソン（ジョージ・ベンソン＆アル・ジャロウ『ギヴィン・イット・アップ（Givin' It Up）』所収）

最優秀ポップ・インストゥメンタル・アルバム
- 『Fingerprints』 - ピーター・フランプトン

最優秀ポップ・ボーカル・アルバム
- 『コンティニュアム（Continuum）』 - ジョン・メイヤー
- 『バック・トゥ・ベーシックス（Back to Basics）』 – クリスティーナ・アギレラ
- 『Back to Bedlam』 – ジェームス・ブラント
- 『ザ・リヴァー・イン・リヴァース（The River in Reverse）』 – エルヴィス・コステロ＆アラン・トゥーサン
- 『フューチャー・セックス／ラヴ・サウンズ（FutureSex/LoveSounds）』 – ジャスティン・ティンバーレイク

### トラディッショナル・ポップ
最優秀トラディッショナル・ポップ・ボーカル・アルバム
- 『デュエッツ：アメリカン・クラシック（Duets: An American Classic）』 - トニー・ベネット

### ダンス
最優秀ダンス・レコーディング
- "SexyBack" - ジャスティン・ティンバーレイク＆ティンバランド（『フューチャー・セックス／ラヴ・サウンズ（FutureSex/LoveSounds）』所収）

最優秀エレクトリック／ダンス・アルバム
- コンフェッションズ・オン・ア・ダンスフロア（Confessions On A Dance Floor）』 - マドンナ
- 『Supernature』 – ゴールドフラップ
- 『A Lively Mind』 – Paul Oakenfold
- 『ファンダメンタル（Fundamental）』 – ペット・ショップ・ボーイズ
- 『The Garden』 – Zero 7

### ロック
最優秀ソロ・ロック・ボーカル・パフォーマンス
- "Someday Baby" - ボブ・ディラン（『モダン・タイムズ（Modern Times）』所収）

最優秀ロック・パフォーマンス（デュオもしくはグループ）
- "ダニー・カリフォルニア（Dani California）" - レッド・ホット・チリ・ペッパーズ（『ステイディアム・アーケイディアム（Stadium Arcadium）』所収）

最優秀ハードロック・パフォーマンス
- "Woman" - ウルフマザー（『狼牙生誕！（Wolfmother）』所収）

最優秀メタル・パフォーマンス
- "Eyes of the Insane" - スレイヤー（『クライスト・イリュージョン（Christ Illusion）』所収）

最優秀ロック・インストゥルメンタル・パフォーマンス
- "The Wizard Turns On..." - ザ・フレーミング・リップス（『アット・ウォー・ウィズ・ザ・ミスティックス（神秘主義者との交戦）（At War with the Mystics）』所収）

最優秀ロック・ソング
- "ダニー・カリフォルニア（Dani California）" - フリー、ジョン・フルシアンテ、アンソニー・キーディス、チャド・スミス（ソングライター）。レッド・ホット・チリ・ペッパーズ（『ステイディアム・アーケイディアム（Stadium Arcadium）』所収）

最優秀ロック・アルバム
- 『ステイディアム・アーケイディアム（Stadium Arcadium）』 - レッド・ホット・チリ・ペッパーズ
- 『トライ！（Try!）』 – ジョン・メイヤー・トリオ
- 『ハイウェイ・コンパニオン（Highway Companion）』 – トム・ペティ
- 『ブロークン・ボーイ・ソルジャーズ（Broken Boy Soldiers）』 – ザ・ラカンターズ
- 『リヴィング・ウィズ・ウォー（Living with War）』 – ニール・ヤング

### オルタナティヴ
最優秀オルタナティヴ・ミュージック・アルバム
- 『セント・エルスホエア（St. Elsewhere）』 - ナールズ・バークレイ
- 『ホワットエヴァー・ピープル・セイ・アイ・アム、ザッツ・ホワット・アイム・ノット（Whatever People Say I Am, That's What I'm Not）』 – アークティック・モンキーズ
- 『アット・ウォー・ウィズ・ザ・ミスティックス（At War with the Mystics）』 – ザ・フレーミング・リップス
- 『Show Your Bones』 – ヤー・ヤー・ヤーズ
- 『ジ・イレイザー（The Eraser）』 – トム・ヨーク

### R&B
最優秀女性R&Bボーカル・パフォーマンス
- ビー・ウィザウト・ユー ("Be Without You") - メアリー・J. ブライジ（『ザ・ブレイクスルー（The Breakthrough）』所収）

最優秀男性R&Bボーカル・パフォーマンス
- "Heaven" - ジョン・レジェンド（『ワンス・アゲイン（Once Again）』所収）

最優秀R&Bパフォーマンス（デュオもしくはグループ）
- "Family Affair" - スライ・ストーン、ジョン・レジェンド、ジョス・ストーン、ヴァン・ハント（英語版）（『リ・スライ：ディファレント・ストロークス・バイ・ディファレント・フォークス（Different Strokes by Different Folks）』所収）

最優秀トラディッショナルR&Bボーカル・パフォーマンス
- "God Bless the Child" - ジョージ・ベンソン、アル・ジャロウ、ジル・スコット（『ギヴィン・イット・アップ（Givin' It Up）』所収）

最優秀アーバン／オルタナティヴ・パフォーマンス
- "Crazy" - ナールズ・バークレイ（『セント・エルスホエア（St. Elsewhere）』所収）

最優秀R&Bソング
- ビー・ウィザウト・ユー ("Be Without You") - ジョンテイ・オースティン（英語版）、メアリー・J. ブライジ、ブライアン・マイケル・コックス（英語版）、ジェイソン・ペリー（英語版）（ソングライター）（メアリー・J. ブライジ『ザ・ブレイクスルー（The Breakthrough）』所収）

最優秀R&Bアルバム
- 『ザ・ブレイクスルー（The Breakthrough）』 - メアリー・J. ブライジ
- 『Unpredictable』 – ジェイミー・フォックス
- 『Testimony: Vol. 1, Life & Relationship』 – インディア・アリー
- 『3121』 –  プリンス
- 『カミング・ホーム（Coming Home）』 – ライオネル・リッチー

最優秀コンテンポラリーR&Bアルバム
- 『ビー・デイ（B'Day）』 - ビヨンセ
- 『クリス・ブラウン（Chris Brown）』 – クリス・ブラウン
- 『トゥエンティ・イヤーズ・オールド（20 Y.O.）』 –  ジャネット・ジャクソン
- 『Kelis Was Here』 – ケリス
- 『In My Own Words』 –  ニーヨ

### ラップ
最優秀ソロ・ラップ・パフォーマンス
- "What You Know" - T.I.（『King』所収）

最優秀ラップ・パフォーマンス（デュオもしくはグループ）
- "Ridin'" - カミリオネア＆クレイジー・ボーン（英語版）（『The Sound of Revenge』所収）

最優秀ラップ・コラボレーション
- "My Love" - ジャスティン・ティンバーレイク featuring T.I.（『フューチャー・セックス/ラヴ・サウンズ （FutureSex/LoveSounds）』所収）

最優秀ラップ・ソング
- "Money Maker" - リュダクリス＆ファレル・ウィリアムス（リュダクリス『リリース・セラピー（Release Therapy）』所収）

最優秀ラップ・アルバム
- 『リリース・セラピー（Release Therapy）』 - リュダクリス
- 『Lupe Fiasco's Food & Liquor』 –  ルーペ・フィアスコ
- 『イン・マイ・マインド（In My Mind）』 –  ファレル・ウィリアムス
- 『ゲーム・セオリー（Game Theory）』 – ザ・ルーツ
- 『King』 – T.I.

### カントリー
最優秀女性カントリー・ボーカル・パフォーマンス
- "Jesus" - キャリー・アンダーウッド（『Some Hearts』所収）

最優秀男性カントリー・ボーカル・パフォーマンス
- "The Reason Why" - ヴィンス・ギル（『These Days』所収）

最優秀カントリー・パフォーマンス（デュオもしくはグループ）
- "Not Ready to Make Nice" - ディクシー・チックス（『Taking the Long Way』所収）

最優秀カントリー・コラボレーション（ボーカルあり）
- "Who Says You Can't Go Home" - ボン・ジョヴィ＆ジェニファー・ネトルズ（『Have a Nice Day』所収）

最優秀カントリー・インストゥルメンタル・パフォーマンス
- "Whiskey Before Breakfast" - ブライアン・サットン＆ドク・ワトソン（ブライアン・サットン『Not Too Far From the Tree』所収）

最優秀カントリー・ソング
- キャリー・アンダーウッド "Jesus" - ブレット・ジェームズ（英語版）、ゴーディ・サンプソン（英語版）、ヒラリー・リンジー（英語版）（ソングライター）（『Some Hearts』所収）

最優秀カントリー・アルバム
- 『テイキング・ザ・ロング・ウェイ（Taking The Long Way）』 - ディクシー・チックス

最優秀ブルーグラス・アルバム
- 『Instrumentals』 - リッキー・スキャッグス＆ケンタッキー・サンダー

### ニューエイジ
最優秀ニューエイジ・アルバム
- 『アマランタイン（Amarantine）』 - エンヤ
- 『ア・ポウステリオーリ（A posteriori）』 – エニグマ
- 『Beyond Words』 – Gentle Thunder、Will Clipman、AmoChip Dabney
- 『Elements Series: Fire』 – Peter Kater
- 『The Magical Journeys of Andreas Vollenweider』 – アンドレアス・フォーレンヴァイダー

### ジャズ
最優秀コンテンポラリー・ジャズ・アルバム
- 『ヒドゥン・ランド（The Hidden Land）』 - ベラ・フレック＆フレックトーンズ（英語版）

最優秀ジャズ・ボーカル・アルバム
- 『ターンド・トゥ・ブルー（Turned to Blue）』 - ナンシー・ウィルソン

最優秀ジャズ・インストゥメンタル・ソロ
- "Some Skunk Funk" - マイケル・ブレッカー（ランディ・ブレッカー『サム・スカンク・ファンク（Some Skunk Funk）』収録）

最優秀ジャズ・インストゥメンタル・アルバム（個人もしくはグループ）
- 『アルティメット・アドヴェンチャー（The Ultimate Adventure）』 - チック・コリア
- 『Sound Grammar』 – オーネット・コールマン
- 『Saudades』 – Trio Beyond
- 『Beyond The Wall』 – Kenny Garrett
- 『ソニー・プリーズ（Sonny, Please）』 – ソニー・ロリンズ

最優秀ラージ・ジャズ・アンサンブル・アルバム
- 『サム・スカンク・ファンク（Some Skunk Funk）』 - ランディ・ブレッカー、マイケル・ブレッカー、ジム・ビアード、ウィル・リー、ピーター・アースキン、マルシオ・ドクラー、ヴィンス・メンドーサ、WDR・ビッグ・バンド

最優秀ラテン・ジャズ・アルバム
- 『Simpático』 - ブライアン・リンチ＆エディ・パルミエリ

### ゴスペル
最優秀ゴスペル・パフォーマンス
- "Victory" – ヨランダ・アダムズ（英語版）（『Day by Day』所収）

最優秀ゴスペル・ソング
- "Imagine Me" – カーク・フランクリン（『Hero』所収）

最優秀サザン、カントリーもしくはブルーグラス・ゴスペル。アルバム
- 『Glory Train』 – ランディ・トラヴィス

最優秀トラディショナル・ゴスペル・アルバム
- 『Alive In South Africa』 – Israel and New Breed

最優秀コンテンポラリーR&Bゴスペル・アルバム
- 『Hero』 – カーク・フランクリン

### ラテン
最優秀ラテン・ポップ・アルバム
- 『Adentro』 - リカルド・アルホーナ（英語版）

最優秀ラテン・ロック、オルタナティヴもしくはアーバン・アルバム
- 『Amar Es Combatir』 - マーナ（英語版）

最優秀トロピカル・ラテン・ポップ・アルバム
- 『Directo Al Corazón』 - ヒルベルト・サンタ・ロサ（英語版）

最優秀メキシカン／メキシカン－アメリカン・アルバム
- 『Historias De Mi Tierra』 - ペペ・アギラール（英語版）

最優秀テハーノ・アルバム
『Sigue El Taconazo』 - Chente Barrera y Taconazo
最優秀ノルテーニョ・アルバム
- 『Historias que contar』 – ロス・ティグレス・デル・ノルテ（英語版）

最優秀バンダ・アルバム
- 『Más allá del sol』 – Joan Sebastian

### ブルース
最優秀トラディショナル・ブルース・アルバム
- 『Risin' with the Blues』 – アイク・ターナー

最優秀コンテンポラリー・ブルース・アルバム
- 『After the Rain』 – アーマ・トーマス

### フォーク
最優秀トラディショナル・フォーク・アルバム
- 『ウィ・シャル・オーヴァーカム：ザ・シーガー・セッションズ（We Shall Overcome: The Seeger Sessions）』 – ブルース・スプリングスティーン

最優秀コンテンポラリー・フォーク／アメリカン・アルバム
- 『モダン・タイムズ（Modern Times）』 – ボブ・ディラン

最優秀ネイティブ・アメリカン・ミュージック・アルバム
- 『Dance with the Wind』 - Mary Youngblood

最優秀ハワイアン・ミュージック・アルバム
- 『Huana Ke Aloha』 – ティア・カレル、Daniel Ho、Amy Ku'uleialoha

### レゲエ
最優秀レゲエ・アルバム
- 『Love Is My Religion』 - ジギー・マーリー（英語版）

### ポルカ
最優秀ポルカ・アルバム
- 『Polka in Paradise』 - ジミー・スター

### ワールドミュージック
最優秀トラディッショナル・ワールドミュージック・アルバム
- 『Blessed』 - ソウェト・ゴスペル・クワイア（英語版）

最優秀コンテンポラリー・ワールドミュージック・アルバム
- 『Wonder Wheel - Lyrics By Woody Guthrie』 - クレズマティックス（英語版）

### チルドレンズ
最優秀ミュージカル・アルバム（子供向け）
- 『Catch That Train!』 - Dan Zanes and Friends

最優秀スポークン・ワード・アルバム（子供向け）
- 『Blah Blah Blah: Stories About Clams, Swamp Monsters, Pirates & Dogs』 – Bill Harley

### スポークン・ワード
最優秀スポークン・ワード・アルバム
- 『Our Endangered Values: America's Moral Crisis』 – ジミー・カーター
- 『With Ossie And Ruby: In This Life Together』 – オジー・デイヴィス、ルビー・ディー

### コメディ
最優秀コメディ・アルバム
- 『The Carnegie Hall Performance』 - ルイス・ブラック

### 映画、テレビ、その他ビジュアルメディア向け
最優秀コンピレーション・サウンドトラック・アルバム（映画、テレビ、その他ビジュアルメディア向け）
- ホアキン・フェニックス『Walk the Line: Original Motion Picture Soundtrack』 - Mike Piersante（エンジニア／ミキサー）。T・ボーン・バーネット（プロデューサー）。

### 作曲・編曲
最優秀インストゥルメンタル作曲
- "A Prayer for Peace" - ジョン・ウィリアムス（作曲者）（『ミュンヘン（Munich）』より）

最優秀インストゥルメンタル編曲
- "Three Ghouls" - チック・コリア（編曲者）（『アルティメット・アドヴェンチャー（The Ultimate Adventure）』所収）

最優秀インストゥルメンタル編曲（ボーカリストあり）
- トニー・ベネット＆スティーヴィー・ワンダー "For Once in My Life" - Jorge Calandrelli（編曲者）（トニー・ベネット『Duets: An American Classic|』所収）

### パッケージングおよびノーツ
最優秀録音パッケージ
- トゥール『10,000 Days』 - Adam Jones（アート・ディレクター）

最優秀ボックスドもしくは特別限定版パッケージ
- レッド・ホット・チリ・ペッパーズ『ステイディアム・アーケイディアム（Stadium Arcadium）』 - フリー、ジョン・フルシアンテ、アンソニー・キーディス、チャド・スミス、Matt Taylor（アート・ディレクター）

最優秀アルバム・ノーツ
- ファッツ・ウォーラー『If You Got To Ask, You Ain't Got It!』 - Dan Morgenstern（アルバム・ノーツ・ライター）

### ヒストリカル
最優秀ヒストリカル・アルバム
- 『Lost Sounds: Blacks and the Birth of the Recording Industry, 1891–1922』 - Meagan Hennessey、Richard Martin（コンピレーション・プロデューサー）。Tim Brooks、David Giovannoni、Richard Martin（マスタリング・エンジニア）。

### 制作・エンジニアリング
プロデューサー・オブ・ザ・イヤー（非クラシカル）
- リック・ルービン

プロデューサー・オブ・ザ・イヤー（クラシカル）
- エレーヌ・マートン

### ミュージック・ビデオ
最優秀短編ミュージック・ビデオ
- オーケー・ゴー "Here It Goes Again" - Trish Sie、オーケー・ゴー（ビデオ・ディレクター）

最優秀長編ミュージック・ビデオ
- ブルース・スプリングスティーン『Wings for Wheels: The Making of Born to Run』 - Thom Zimny（ビデオ・ディレクター、プロデューサー）

### 特別賞
ミュージケアーズ・パーソン・オブ・ザ・イヤー
- ドン・ヘンリー[2]

特別功労賞生涯業績賞
- オーネット・コールマン